# La Roca (Sant Joan de les Abadesses)
La Roca és un mas a uns quants centenars de metres al sud-est del nucli de Sant Joan de les Abadesses (al Ripollès) inclòs a l'Inventari del Patrimoni Arquitectònic de Catalunya.

## Arquitectura
Es tracta d'una masia construïda aprofitant el desnivell del terreny, de planta quadrada on en un extrem d'aquesta hi ha una torre que havia estat colomar. El conjunt d'edificis es comunica a partir de l'era de batre. Separada del conjunt del mas hi havia una pallissa que conserva la seva forma original i que actualment ha estat unida al cos principal de la masia per noves edificacions de tipus granja i que han engrandit tota la masia. Les teulades són a dos vessants excepte la del cos de la torre, que és a quatre vessants. Les obertures principals són finestres d'arc de mig punt i l'entrada a l'habitacle del mas es fa per mitjà d'unes escales exteriors.
La fisonomia d'aquest mas permet relacionar-lo amb els de la Torre i el Covilar.

## Història
La masia de la Roca ja ve citada l'any 1397 en un capbreu de l'abat de Vilalba del monestir de Sant Joan de les Abadesses amb el nom de masoveria Roca Guixera. Al llarg de tots els segles posteriors aquest mas ve citat sempre en diversos documents amb el nom de la Roca. Havia posseït una teuleria, actualment en desús, anomenada la teuleria de la Roca.